# Gouvernement Charles-Eugène Boucher de Boucherville (2)
Pour l’article homonyme, voir Gouvernement Charles-Eugène Boucher de Boucherville (1).
| Gouvernement Mercier | Gouvernement Mercier | Gouvernement Mercier | Gouvernement Mercier | Gouvernement Mercier | Gouvernement Mercier | Gouvernement Mercier | Gouvernement Mercier | Gouvernement Mercier | Gouvernement Mercier | Gouvernement Mercier | Gouvernement Boucher de Boucherville (2e) | Gouvernement Boucher de Boucherville (2e) | Gouvernement Boucher de Boucherville (2e) | Gouvernement Boucher de Boucherville (2e) | Gouvernement Boucher de Boucherville (2e) | Gouvernement Boucher de Boucherville (2e) | Gouvernement Boucher de Boucherville (2e) | Gouvernement Boucher de Boucherville (2e) | Gouvernement Boucher de Boucherville (2e) | Gouvernement Boucher de Boucherville (2e) | Gouvernement Boucher de Boucherville (2e) | Gouvernement Boucher de Boucherville (2e) | Gouvernement Taillon | Gouvernement Taillon | Gouvernement Taillon | Gouvernement Taillon | Gouvernement Taillon | Gouvernement Taillon | Gouvernement Taillon | Gouvernement Taillon | Gouvernement Taillon | Gouvernement Taillon | Gouvernement Taillon | Gouvernement Taillon |
| 7e législature       | 7e législature       | 7e législature       | 7e législature       | 7e législature       | 7e législature       | 7e législature       | 7e législature       | 7e législature       | 7e législature       | 7e législature       | 7e législature                            | 7e législature                            | 7e législature                            | 8e législature                            | 8e législature                            | 8e législature                            | 8e législature                            | 8e législature                            | 8e législature                            | 8e législature                            | 8e législature                            | 8e législature                            | 8e législature       | 8e législature       | 8e législature       | 8e législature       | 8e législature       | 8e législature       | 8e législature       | 8e législature       | 8e législature       | 8e législature       | 8e législature       | 8e législature       |
| 1891                 | 1891                 | 1891                 | 1891                 | 1891                 | 1891                 | 1891                 | 1891                 | 1891                 | 1891                 | 1891                 | 1891                                      | 1892                                      | 1892                                      | 1892                                      | 1892                                      | 1892                                      | 1892                                      | 1892                                      | 1892                                      | 1892                                      | 1892                                      | 1892                                      | 1892                 | 1893                 | 1893                 | 1893                 | 1893                 | 1893                 | 1893                 | 1893                 | 1893                 | 1893                 | 1893                 | 1893                 |

Charles-Eugène Boucher de Boucherville devient premier ministre du Québec à la suite de la démission d'Honoré Mercier, obligé de se désister par le lieutenant-gouverneur Auguste-Réal Angers à cause de sa possible implication dans le scandale de la Baie des Chaleurs. Le mandat du gouvernement de Charles-Eugène Boucher de Boucherville s'étend du 21 décembre 1891 au 16 décembre 1892. Il avait déjà formé un premier gouvernement de 1874 à 1878.

## Caractéristiques
Le gouvernement de Boucherville profite du scandale de la Baie des Chaleurs pour remporter les élections, mais le Parti conservateur est miné par la lutte entre les conservateurs modérés et les ultramontains. De Boucherville, qui ne peut siéger à l'Assemblée législative parce qu'il est membre du Conseil législatif, est ainsi incapable de gérer la crise.

## Chronologie
- 21 décembre 1891 : assermentation du cabinet de de Boucherville devant le lieutenant-gouverneur Auguste-Réal Angers.
- 23 décembre 1891 : Charles de Boucherville, minoritaire en Chambre, déclenche des élections pour le 8 mars 1892.
- 8 mars 1892 : les conservateurs remportent l'élection avec 51 députés contre 21 pour les libéraux et 1 pour les conservateurs-nationaux.
- 20 avril 1892 : le procureur général, Thomas Chase-Casgrain, poursuit Honoré Mercier pour fraude. Il l'accuse d'avoir acquis illégalement $60,000.
- 26 avril 1892 : début de la première session de la Huitième Législature. Comme de Boucherville est membre du Conseil législatif et non de l'assemblée législative, Louis-Olivier Taillon agit comme leader du gouvernement à l'assemblée. Taillon avait déjà occupé la même fonction lors du gouvernement de John Jones Ross de 1884 à 1887. Du côté des libéraux, Mercier ne pouvant pour le moment reprendre son poste, Félix-Gabriel Marchand agit comme chef de l'opposition.
- 26 octobre-4 novembre 1892 : procès de Mercier. Les membres du jury le déclarent non coupable après seulement 13 minutes de délibérations.
- 5 décembre 1892 : le nouveau premier ministre du Canada, John Thompson, annonce la nomination de Joseph-Adolphe Chapleau comme nouveau lieutenant-gouverneur du Québec.
- 13 décembre 1892 : en désaccord avec cette nomination, Charles de Boucherville annonce sa démission. Chapleau demande à Louis-Olivier Taillon de former le prochain gouvernement.

## Composition
- Charles-Eugène Boucher de Boucherville : premier ministre.
- John Smythe Hall : trésorier provincial.
- Louis-Philippe Pelletier : secrétaire provincial.
- Thomas Chase-Casgrain : procureur général.
- Louis Beaubien : ministre de l'Agriculture, ministre de la Colonisation.
- Guillaume-Alphonse Nantel : ministre des Travaux publics.
- Edmund James Flynn : commissaire des Terres de la Couronne.